# Harry „Hap” Holmes Memorial Award
Harry „Hap” Holmes Memorial Award – nagroda przyznawana każdego sezonu w lidze American Hockey League bramkarzowi z największą ilością obronionych strzałów z drużyny, która straciła najmniej bramek w sezonie zasadniczym. Bramkarz musi rozegrać co najmniej 25 spotkań w sezonie zasadniczym. Pierwsza nagroda została przyznana w 1948 roku. Nagroda została nazwana od imienia i nazwiska Harry’ego Holmesa kanadyjskiego bramkarza, który jako pierwszy bramkarz zdobył Puchar Stanleya z czterema różnymi zespołami. Jest on również członkiem Hockey Hall of Fame.
Do roku 1972 nagrodę przyznawano bramkarzom, którzy rozegrali co najmniej 50% spotkań w sezonie zasadniczym, którzy obronili najwięcej strzałów.

## Lista zdobywców
- 2020/2021 – Pheonix Copley i Zachary Fucale, Hershey Bears
- 2019–2020 – Troy Grosenick i Connor Ingram, Milwaukee Admirals
- 2018–2019 – Edward Pasquale, Syracuse Crunch[1]
- 2017–2018 – Garret Sparks i Calvin Pickard, Toronto Marlies
- 2016–2017 – Tristan Jarry i Casey DeSmith, Wilkes-Barre/Scranton Penguins
- 2015–2016 – Peter Budaj, Ontario Reign[2]
- 2014–2015 – Matt Murray i Jeff Zatkoff, Wilkes-Barre/Scranton Penguins
- 2013–2014 – Jeff Deslauriers i Eric Hartzell, Wilkes-Barre/Scranton Penguins
- 2012–2013 – Jeff Zatkoff i Brad Thiessen, Wilkes-Barre/Scranton Penguins
- 2011–2012 – Ben Scrivens, Toronto Marlies
- 2010–2011 – John Curry i Brad Thiessen, Wilkes-Barre/Scranton Penguins
- 2009–2010 – Cédrick Desjardins i Curtis Sanford, Hamilton Bulldogs
- 2008–2009 – Cory Schneider i Karl Goehring, Manitoba Moose
- 2007–2008 – Barry Brust i Nolan Schaefer, Houston Aeros
- 2006–2007 – Jason LaBarbera, Manchester Monarchs
- 2005–2006 – Dany Sabourin, Wilkes-Barre/Scranton Penguins
- 2004–2005 – Jason LaBarbera i Stephen Valiquette, Hartford Wolf Pack
- 2003–2004 – Wade Dubielewicz i Dieter Kochan, Bridgeport Sound Tigers
- 2002–2003 – Marc Lamothe i Joey MacDonald, Grand Rapids Griffins
- 2001–2002 – Martin Prusek, Simon Lajeunesse i Mathieu Chouinard, Grand Rapids Griffins
- 2000–2001 – Mika Noronen i Tom Askey, Rochester Americans
- 1999–2000 – Milan Hnilicka i Jean-Francois Labbe, Hartford Wolf Pack
- 1998–1999 – Martin Biron i Tom Draper, Rochester Americans
- 1997–1998 – Jean-Sébastien Giguère i Tyler Moss, Saint John Flames
- 1996–1997 – Jean-Francois Labbe, Hershey Bears
- 1995–1996 – Manny Legace i Scott Langkow, Springfield Falcons
- 1994–1995 – Mike Dunham i Corey Schwab, Albany River Rats
- 1993–1994 – Olaf Kölzig i Byron Dafoe, Portland Pirates
- 1992–1993 – Corey Hirsch i Boris Rousson, Binghamton Rangers
- 1991–1992 – David Littman, Rochester Americans
- 1990–1991 – David Littman i Darcy Wakaluk, Rochester Americans
- 1989–1990 – Jean-Claude Bergeron i Andre Racicot, Sherbrooke Canadiens
- 1988–1989 – Randy Exelby i Francois Gravel, Sherbrooke Canadiens
- 1987–1988 – Vincent Riendeau i Jocelyn Perreault, Sherbrooke Canadiens
- 1986–1987 – Vincent Riendeau, Sherbrooke Canadiens
- 1985–1986 – Sam St. Laurent i Karl Friesen, Maine Mariners
- 1984–1985 – Jon Casey, Baltimore Skipjacks
- 1983–1984 – Brian Ford, Fredericton Express
- 1982–1983 – Brian Ford i Clint Malarchuk, Fredericton Express
- 1981–1982 – Bob Janecyk i Warren Skorodenski, New Brunswick Hawks
- 1980–1981 – Pelle Lindbergh i Robbie Moore, Maine Mariners
- 1979–1980 – Rick St. Croix i Robbie Moore, Maine Mariners
- 1978–1979 – Pete Peeters i Robbie Moore, Maine Mariners
- 1977–1978 – Bob Holland i Maurice Barrett, Nova Scotia Voyageurs
- 1976–1977 – Ed Walsh i Dave Elenbaas, Nova Scotia Voyageurs
- 1975–1976 – Ed Walsh i Dave Elenbaas, Nova Scotia Voyageurs
- 1974–1975 – Ed Walsh i Dave Elenbaas, Nova Scotia Voyageurs
- 1973–1974 – Jim Shaw i Dave Elenbaas, Nova Scotia Voyageurs
- 1972–1973 – Michel Larocque i Michel Deguise, Nova Scotia Voyageurs
- 1971–1972 – Dan Bouchard i Ross Brooks, Boston Braves
- 1970–1971 – Gary Kurt, Cleveland Barons
- 1969–1970 – Gilles Villemure, Buffalo Bisons
- 1968–1969 – Gilles Villemure, Buffalo Bisons
- 1967–1968 – Bobby Perreault, Rochester Americans
- 1966–1967 – Andre Gill, Hershey Bears
- 1965–1966 – Les Binkley, Cleveland Barons
- 1964–1965 – Gerry Cheevers, Rochester Americans
- 1963–1964 – Roger Crozier, Pittsburgh Hornets
- 1962–1963 – Denis DeJordy, Buffalo Bisons
- 1961–1962 – Marcel Paille, Springfield Indians
- 1960–1961 – Marcel Paille, Springfield Indians
- 1959–1960 – Ed Chadwick, Rochester Americans
- 1958–1959 – Bobby Perreault, Hershey Bears
- 1957–1958 – Johnny Bower, Cleveland Barons
- 1956–1957 – Johnny Bower, Providence Reds
- 1955–1956 – Gil Mayer, Pittsburgh Hornets
- 1954–1955 – Gil Mayer, Pittsburgh Hornets
- 1953–1954 – Gil Mayer, Pittsburgh Hornets
- 1952–1953 – Gil Mayer, Pittsburgh Hornets
- 1951–1952 – Johnny Bower, Cleveland Barons
- 1950–1951 – Gil Mayer, Pittsburgh Hornets
- 1949–1950 – Connie Dion, Buffalo Bisons
- 1948–1949 – Baz Bastien, Pittsburgh Hornets
- 1947–1948 – Baz Bastien, Pittsburgh Hornets